# Peak Tram
Le Peak Tram, construit en 1888, est un funiculaire situé à Hong Kong, qui relie le quartier de Central au sommet de Victoria Peak. C'est le moyen de transport qui assure le trajet le plus direct et qui offre aux habitants et aux touristes une des plus belles vues sur le port et les gratte-ciel de Hong Kong.
Le Peak Tram appartient et est exploité par le groupe Hongkong and Shanghai Hotels (HSH), le propriétaire de nombreuses propriétés et notamment du célèbre hotel Peninsula Hong Kong. La ligne du funiculaire ainsi que le centre de loisirs Peak Tower situé au sommet est promu en tant que marque appelé The Peak,.

## Histoire

### Premier aménagement
En 1883, la population de Hong Kong atteint 173 475 habitants avec une trentaine voire une quarantaine de familles faisant du Peak leur maison. Bien que le Peak Hotel ouvre en 1873 et attire une clientèle enthousiaste, l'accession du Peak est entièrement dépendante de l'utilisation de la chaise à porteurs. En mai 1881, l'entrepreneur écossais Alexander Smith Findlay conçoit un plan pour accélérer le développement de nouvelles résidences dans les quartiers de la colline avec l'introduction d'un nouveau  système de tramway qui devrait relier Murray Barracks à Victoria Gap. En 1882, l'approbation a été accordée et la Hong Kong High Level Tramways Company est né. Avec le début de la mise en service le 30 mai 1888, le Peak Tram devient le premier funiculaire à câble en Asie, s'étendant sur 1 350 mètres et raccordant cinq stations.

Images historiques
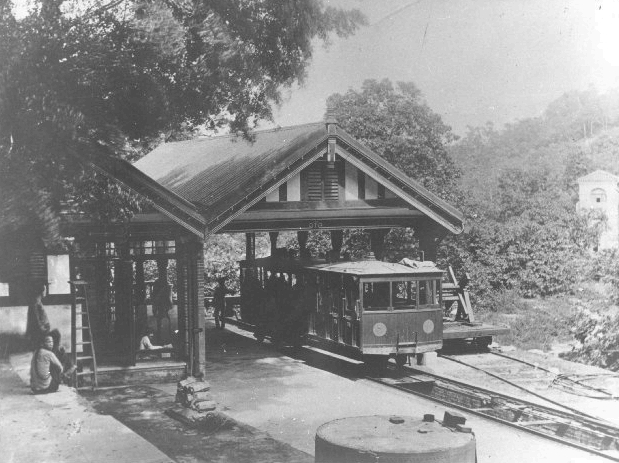
Terminus en 1890.
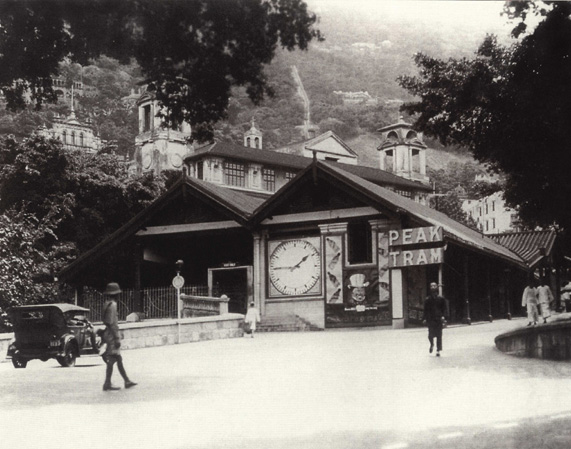
Terminus en 1920.
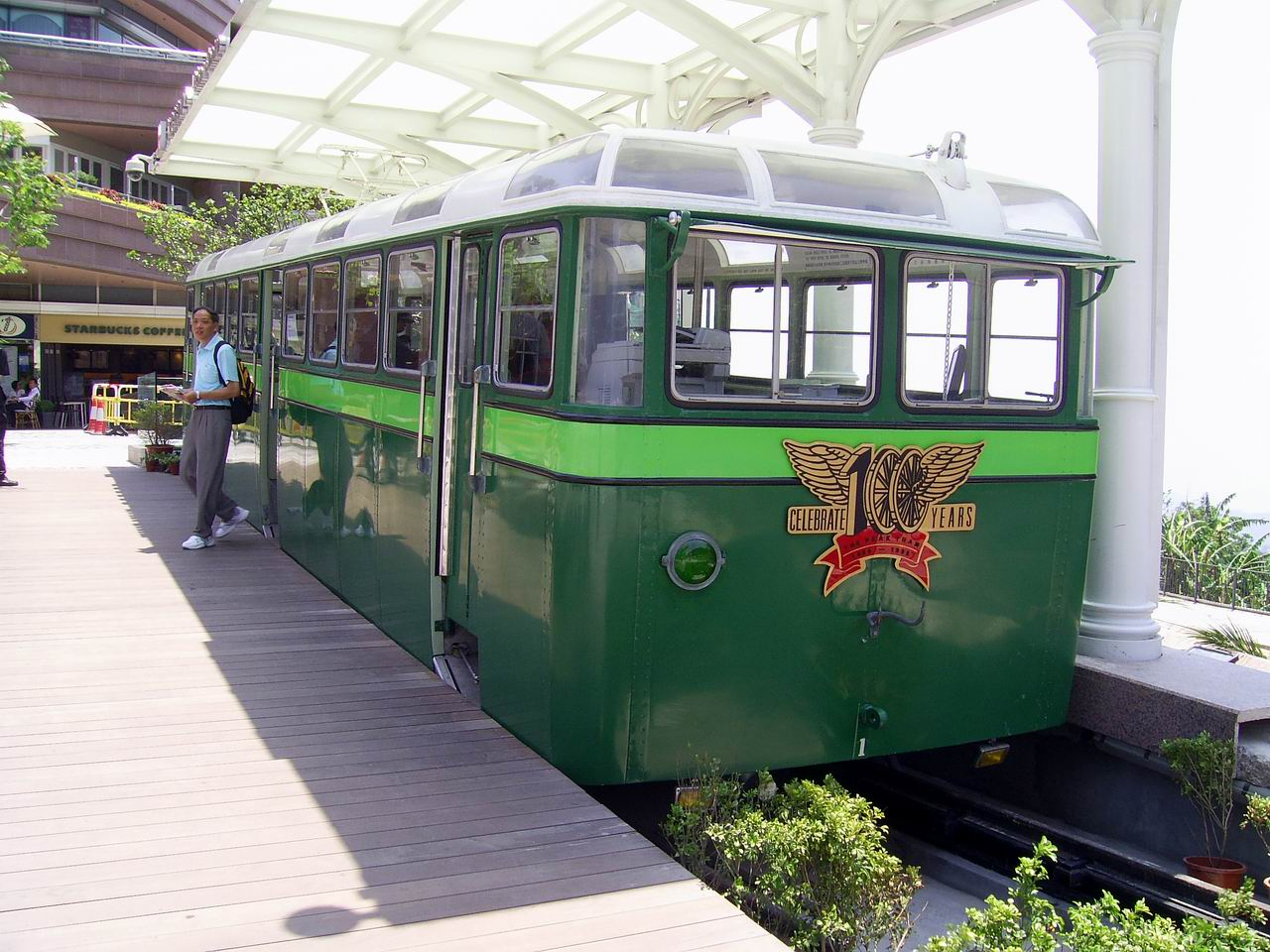
Voiture de 1956.

## Stations
| Station         | Nom en chinois | Altitude |
| --------------- | -------------- | -------- |
| Garden Road     | 花園道         | 28 m     |
| Kennedy Road    | 堅尼地道       | 56 m     |
| MacDonnell Road | 麥當奴道       | 95 m     |
| May Road        | 梅道           | 180 m    |
| Barker Road     | 白加道         | 363 m    |
| The Peak        | 山頂           | 397 m    |